# 小矢部市立大谷中学校
小矢部市立大谷中学校（おやべしりつ おおたにちゅうがっこう）は、富山県小矢部市にある市立中学校。

## 沿革
- 1984年開校[2]。同年11月25日には鉄筋一部2階建ての校舎が落成した[3][4]。
- 校名の「大谷」の由来は創立に際し多額の寄付[5][6]を行った実業家の大谷勇の姓から。大谷勇は小矢部出身の実業家大谷米太郎・竹次郎兄弟の身内（養子）で、少年時代貧しく学校にまともに通えなかったことから教育関係への寄付に熱心だった養父・竹次郎の遺志を継いで本校の設立を実現した[7]。

## 施設
松本正雄 (小矢部市長) の市政方針に則り、世界各地の有名建築を集合させた設計の建物になっている。
本校舎の塔屋は東京大学安田講堂、正面は東京大学教養学部、塔の先はイギリスのクライスト・チャーチ (オックスフォード大学)学生寮、体育館は大阪市中央公会堂、内部は国立劇場、南正門はベルサイユ宮殿の門、東門は瑞鳳門、西門は清峰門、北門は凱旋門、野外音楽堂は日比谷野外音楽堂、教育記念塔（大谷勇からの寄贈）はアルバート記念碑、クラブハウスのドームはフィレンツェ大聖堂を参考にしている。

## 通学区域
大谷小学校校区

## 周辺
- 北陸中央病院
- 小矢部市立大谷小学校

## 著名な出身者
- 小野真由美（女子フィールドホッケー選手）
- 吉川由華（女子フィールドホッケー選手）